# Коли я побачив тебе
«Коли я побачив тебе» (араб. لما شفتك, кириліз.: Ламма Шофтак; англ. When I Saw You) — палестинсько-йорданський драматичний фільм 2012 року режисерки й сценаристки Аннемарі Джасір з Махмудом Асфою в головних ролях. Фільм був відібраний як палестинська заявка на премію «Оскар» за найкращий фільм іноземною мовою на 85-й церемонії вручення премії «Оскар». На 63-му Берлінському міжнародному кінофестивалі фільм отримав нагороду NETPAC як найкращий азійський фільм.

## Акторський склад
- Махмуд Асфа — Тарек
- Руба Блал — Ґайдаа
- Салех Бакрі — Лайт
- Анас Альгараллех — пан Нассер
- Алі Елаян — Абу Акрам
- Руба Шамшум — Заїн
- Ахмад Срур — Туссан
- Фірас В. Тайбех — Маджед

## Нагороди

### Номінації
- Премія «Азійсько-Тихоокеанський екран» — Найкращий дитячий повнометражний фільм[2]
- Премія «Молодий актор» — Найкраща чоловіча роль у міжнародному повнометражному фільмі[3]

### Перемоги
- Найкращий азійський фільм — Берлінський міжнародний кінофестиваль (Нагорода NETPAC)[4]